# Renewi Tour
Il Renewi Tour, conosciuto dal 2005 al 2016 come Eneco Tour, dal 2017 al 2020 come BinckBank Tour e dal 2021 al 2022 come Benelux Tour, è una corsa a tappe maschile di ciclismo su strada che si svolge annualmente tra Belgio, Paesi Bassi e Lussemburgo.

## Storia
La corsa venne creata nel 2005, in occasione della prima edizione dell'UCI ProTour, in sostituzione del Giro dei Paesi Bassi, con il nome Eneco Tour, per via della compagnia elettrica olandese, main sponsor dell'evento. Le tappe si svolsero sia nei Paesi Bassi sia in Belgio e pur non avendo mai ospitato frazioni in Lussemburgo spesso la corsa venne chiamata informalmente Tour del Benelux. Nel 2009 venne inserita nel calendario mondiale UCI, sostituito, dalla stagione 2011, dall'UCI World Tour, rimanendo quindi nel massimo circuito mondiale nonostante le riforme dell'organizzazione ciclistica internazionale. Dal 2017 cambiò lo sponsor principale e il nome mutò in BinckBank Tour, dall'omonima compagnia finanziaria, e rimase ciò fino al 2020. Non va confuso con l'E3 BinckBank Classic, corsa di un giorno in Belgio.
Dal 2021 terminata la sponsorizzazione con l'istituto finanziario olandese, l'organizzazione decide di rinominarlo ufficialmente Benelux Tour, che per la prima edizione rimane in Belgio e Paesi Bassi ma con l'intenzione di coprire anche il Lussemburgo per la prima volta nella storia dalle edizioni successive.

## Albo d'oro
Aggiornato all'edizione 2023.
| Anno           | Vincitore            | Secondo              | Terzo                |
| Eneco Tour     |                      |                      |                      |
| -------------- | -------------------- | -------------------- | -------------------- |
| 2005           | Bobby Julich         | Erik Dekker          | Leif Hoste           |
| 2006           | Stefan Schumacher    | George Hincapie      | Vincenzo Nibali      |
| 2007           | José Iván Gutiérrez  | David Millar         | Gustav Larsson       |
| 2008           | José Iván Gutiérrez  | Sébastien Rosseler   | Michael Rogers       |
| 2009           | Edvald Boasson Hagen | Sylvain Chavanel     | Sebastian Langeveld  |
| 2010           | Tony Martin          | Koos Moerenhout      | Edvald Boasson Hagen |
| 2011           | Edvald Boasson Hagen | Philippe Gilbert     | David Millar         |
| 2012           | Lars Boom            | Sylvain Chavanel     | Niki Terpstra        |
| 2013           | Zdeněk Štybar        | Tom Dumoulin         | Andrij Hrivko        |
| 2014           | Tim Wellens          | Lars Boom            | Tom Dumoulin         |
| 2015           | Tim Wellens          | Greg Van Avermaet    | Wilco Kelderman      |
| 2016           | Niki Terpstra        | Oliver Naesen        | Peter Sagan          |
| BinckBank Tour |                      |                      |                      |
| 2017           | Tom Dumoulin         | Tim Wellens          | Jasper Stuyven       |
| 2018           | Matej Mohorič        | Michael Matthews     | Tim Wellens          |
| 2019           | Laurens De Plus      | Oliver Naesen        | Tim Wellens          |
| 2020           | Mathieu van der Poel | Søren Kragh Andersen | Stefan Küng          |
| Benelux Tour   |                      |                      |                      |
| 2021           | Sonny Colbrelli      | Matej Mohorič        | Victor Campenaerts   |
| 2022           | non disputata        |                      |                      |
| Renewi Tour    |                      |                      |                      |
| 2023           | Tim Wellens          | Florian Vermeersch   | Yves Lampaert        |
| 2024           | Tim Wellens          | Alec Segaert         | Per Strand Hagenes   |

### Altre classifiche
| Anno           | Punti                | Scalatori             | Giovani              | Squadre                 |
| Eneco Tour     |                      |                       |                      |                         |
| -------------- | -------------------- | --------------------- | -------------------- | ----------------------- |
| 2005           | Allan Davis          | Christian Vande Velde | Thomas Dekker        | non assegnata           |
| 2006           | Simone Cadamuro      | non assegnata         | Stefan Schumacher    | Liquigas                |
| 2007           | Mark Cavendish       | Martin Pedersen       | non assegnata        | Quick Step-Innergetic   |
| 2008           | Jürgen Roelandts     | Floris Goesinnen      | non assegnata        | Team Columbia-High Road |
| 2009           | Edvald Boasson Hagen | non assegnata         | non assegnata        | Rabobank                |
| 2010           | Edvald Boasson Hagen | non assegnata         | Tony Martin          | Rabobank                |
| 2011           | Edvald Boasson Hagen | non assegnata         | Edvald Boasson Hagen | Team RadioShack         |
| 2012           | Giacomo Nizzolo      | non assegnata         | non assegnata        | non assegnata           |
| 2013           | Lars Boom            | non assegnata         | non assegnata        | RadioShack-Leopard      |
| 2014           | Tom Dumoulin         | non assegnata         | non assegnata        | Garmin-Sharp            |
| 2015           | André Greipel        | non assegnata         | non assegnata        | Lotto Soudal            |
| 2016           | Peter Sagan          | non assegnata         | non assegnata        | Etixx-Quick Step        |
| BinckBank Tour |                      |                       |                      |                         |
| 2017           | Peter Sagan          | non assegnata         | non assegnata        | Trek-Segafredo          |
| 2018           | Zdeněk Štybar        | non assegnata         | non assegnata        | Quick-Step Floors       |
| 2019           | Sam Bennett          | non assegnata         | non assegnata        | Team Sunweb             |
| 2020           | Mads Pedersen        | non assegnata         | non assegnata        | Alpecin-Fenix           |
| Benelux Tour   |                      |                       |                      |                         |
| 2021           | Danny van Poppel     | non assegnata         | non assegnata        | Bahrain Victorious      |
| 2022           | non disputata        |                       |                      |                         |
| Renewi Tour    |                      |                       |                      |                         |
| 2023           | Arnaud De Lie        | non assegnata         | Arnaud De Lie        | UAE Team Emirates       |
| 2024           | Jasper Philipsen     | non assegnata         | Alec Segaert         | Team Visma-Lease a Bike |

## Statistiche
Aggiornato all'edizione 2023.

### Vittorie per nazione
| Pos. | Nazione                               | Vittorie |
| ---- | ------------------------------------- | -------- |
| 1    | Paesi Bassi Belgio                    | 4        |
| 3    | Germania Norvegia Spagna              | 2        |
| 6    | Rep. Ceca Slovenia Stati Uniti Italia | 1        |